# 와카바야시구
와카바야시구(일본어: 若林区)는 일본 미야기현 센다이시를 구성하는 5개 구 중 하나이다. 센다이시의 남동부로 구성되어 있다.

## 지리
히로세강, 나토리강을 서남쪽 경계로 하고 동쪽은 센다이만과 접한다. 전체적으로 저평한 토지이다. 구의 중심부를 국도 4호선 센다이 우회도로가 종단하고 센다이 우회도로 부근에서 서쪽은 주택지, 동쪽은 논 지대이다.

## 역사
와카바야시구청 주변에는 고훈 시대에 도미즈카 고분을 포함한 많은 고분이 만들어졌다. 나라 시대에 현재의 기노시타에 무쓰국 고쿠분지·고쿠분니지가 건립되었다. 중세에는 이 근처에 고쿠부씨가 흥해 지금의 센다이시 대부분을 지배했다. 다테 마사무네가 에도 시대 초기에 센다이 성시(조카마치)를 구축했을 때 이 부근 사람들이 현재의 고쿠분정으로 옮겨졌다. 구 면적의 절반 이상은 과거 미야기군이었지만 남부는 나토리군에 속해 무로마치 시대에 아와노씨가 현재의 오키노 지구에 오키노성을 구축했다. 다이하쿠구의 고리야마 지구 등과 함께 현재의 센다이시 중심부보다 오래된 역사를 가지는 지역이다.
- 고훈 시대 - 도미즈카 고분이 축조되었다.
- 741년 - 현재의 기노시타에 무쓰국 고쿠분지가 건립되었다.
- 1627년 - 다테 마사무네가 와카바야시성을 쌓았다.
- 1889년 - 센다이시가 성립하였다.
- 1989년 - 센다이시의 정령지정도시 지정과 함께 와카바야시구가 탄생하였다.

## 경제
동부는 논지대로 벼농사가 번성한다. 또 북부는 센다이시의 유통 거점인 오로시마치 지구가 있고 센다이시 중앙 도매시장도 같은 지구에 있다.

## 교통

### 철도
- 센다이시 지하철 난보쿠선

### 도로
- 국도 4호선